# 克氏兔頭魨
克氏兔頭魨（学名：Lagocephalus gloveri），又名暗鰭兔頭魨、鯖河魨、煙仔規、黃魚規、烏魚規、青皮魚規、金紙規，为輻鰭魚綱魨形目四齒魨亞目四齒魨科兔頭魨屬下的一个种，為熱帶海水魚，分布於印度西太平洋海域，本魚身體覆蓋著刺，尾鰭邊緣有雙凹痕，背部暗褐色，腹面銀色，胸鰭與背鰭深色，臀鰭白色，尾鰭黑色的有上、下白色的頂端，背鰭軟條13枚，臀鰭軟條12枚，體長可達35公分，棲息在底層水域，生活習性不明，具有毒性。